# Otto Dix
För andra betydelser, se Dix.
Wilhelm Heinrich Otto Dix, född 2 december 1891 i Gera, död 25 juli 1969 i Singen, var en tysk bildkonstnär.

## Konstnärlig verksamhet
Otto Dix var en av de främsta företrädarna för den nya sakligheten. Med bitande ironi skildrade han i likhet med George Grosz korruptionen i Weimarrepubliken efter första världskriget och kejsardömets fall, men även själva kriget som han själv hade upplevt. År 1924 gav han ut Der Krieg, en portfolio med 50 etsningar, akvatinter och torrnålsgravyrer, i en upplaga på 70 exemplar.
Ett flertal av dessa brändes under bokbålen i Nazityskland 1933.
Ett bokverk bestående av 24 offsettryck av originaletsningar gavs även ut 1924.
Otto Dix har även gjort en triptyk på predella. Även den bär namnet Der Krieg. Detta verk köptes in av Staatlichen Kunstsammlungen Dresden från konstnären 1968.
Efter det nazistiska maktövertagandet 1933 avskedades Dix från Dresdens konstakademi, där han hade verkat som professor sedan 1927. 
Under de följande åren beslagtogs cirka 260 av hans verk. Flera av dessa visades senare upp på vandringsutställningen Entartete Kunst åren 1937–1941.

## Utmärkelser
Asteroiden 6776 Dix är uppkallad efter honom.

## Galleri

Framför Der Krieg på Staatlichen Kunstsammlungen Dresden.
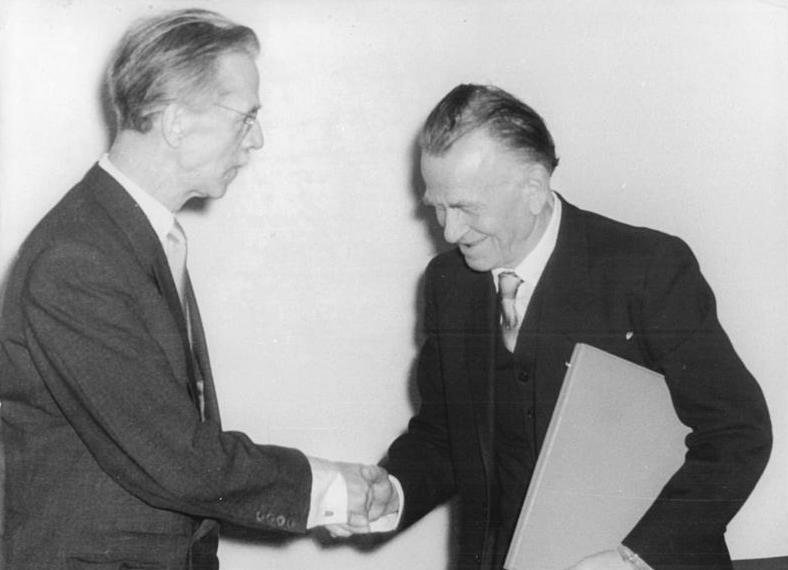
Otto Dix (till höger) vid en utnämning till korresponderande medlem av DDR:s konstakademi, 1957.
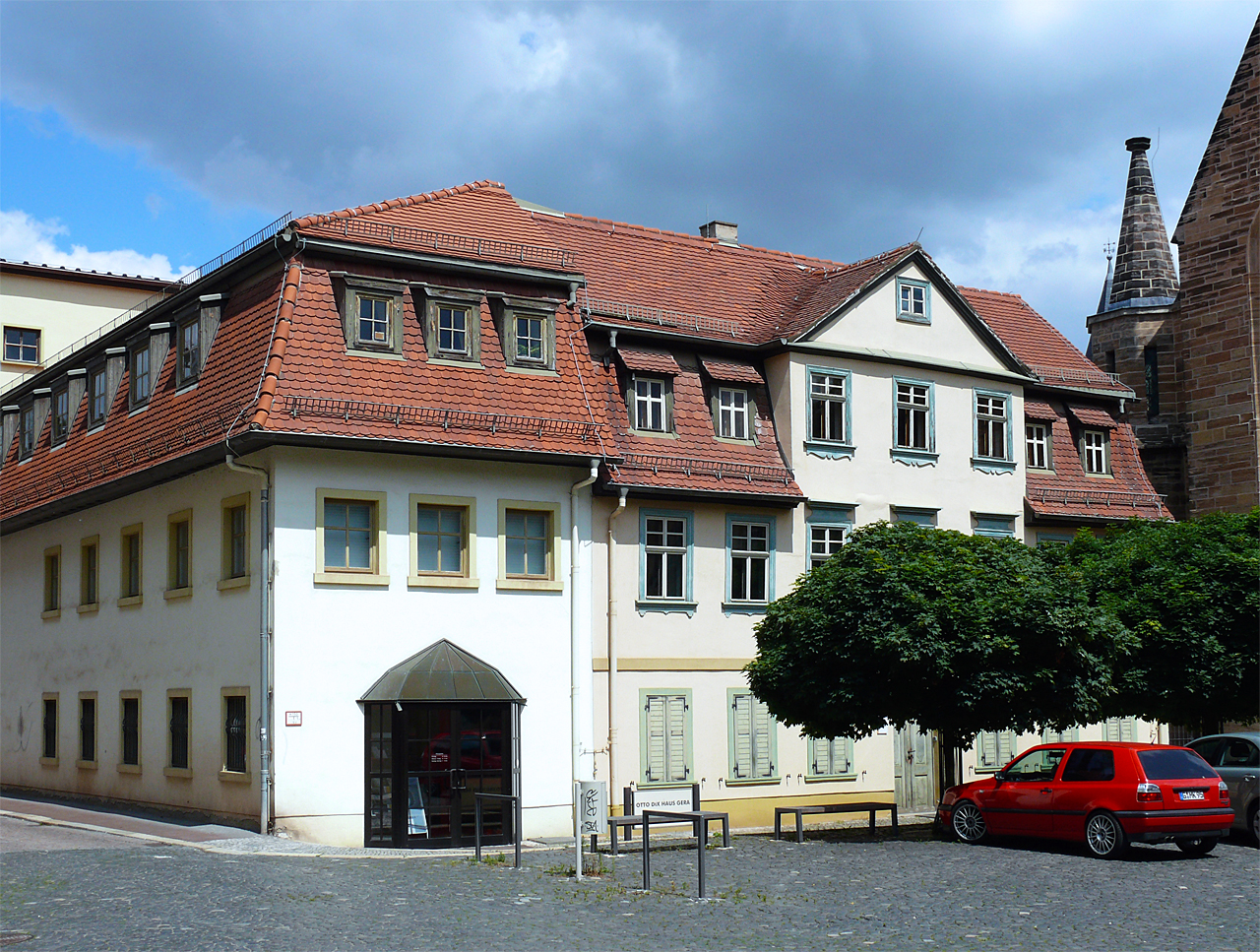
Otto Dix födelsehem i Gera.

### Fotnoter
1. ↑  Otto Dix 50ster Todestag Gedenkstunde (på tyska), 29 april 2019, läs online.[källa från Wikidata]
2. ↑  Otto Dix (på tyska), läs online.[källa från Wikidata]
3. ↑  Find a Grave, Find A Grave-ID: 11389825, läs online.[källa från Wikidata]
4. ↑  Deutsche Nationalbibliotheks katalog-id-nummer: 118526103.[källa från Wikidata]
5. ↑  ”Museum of Moderna Art - samlingar”. https://www.moma.org/s/ge/collection_ge/object/object_objid-63259.html. Läst 6 juni 2020.
6. ↑  ”Otto Dix”. https://www.historial.fr/en/collection-2/otto-dix/. Läst 6 juni 2020.
7. ↑  ”berlinischegalerie.de”. Arkiverad från originalet den 6 juni 2020. https://web.archive.org/web/20200606054344/https://sammlung-online.berlinischegalerie.de/eMP/eMuseumPlus?service=ExternalInterface&module=collection&objectId=211933&viewType=detailView. Läst 6 juni 2020.
8. ↑  ”Staatlichen Kunstsammlungen Dresden - samlingar”. https://skd-online-collection.skd.museum/Details/Index/173961. Läst 6 juni 2020.
9. ↑  ”Five things to know: Otto Dix”. https://www.tate.org.uk/art/lists/five-things-know-otto-dix. Läst 6 juni 2020.
10. ↑  ”Minor Planet Center 6776 Dix” (på engelska). Minor Planet Center. https://www.minorplanetcenter.net/db_search/show_object?object_id=6776. Läst 2 juli 2023.